# Irene Epple
Irene Epple-Waigel (Seeg, 18 de junio de 1957) es una deportista alemana que compitió para la RFA en esquí alpino. Su hermana Maria compitió en el mismo deporte.

## Trayectoria
Participó en tres Juegos Olímpicos de Invierno, entre los años 1976 y 1984, obteniendo una medalla de plata en Lake Placid 1980, en la prueba de eslalon gigante.
Ganó dos medallas de plata en el Campeonato Mundial de Esquí Alpino, en los años 1978 y 1980. En la Copa del Mundo consiguió once victorias y 44 podios en total.
Fue nombrada «Deportista femenina del año» en su país en 1980.
Estudió Medicina en la Universidad de Múnich. En 1994 contrajo matrimonio con el político alemán Theo Waigel.

## Palmarés internacional
| Juegos Olímpicos   | Juegos Olímpicos             | Juegos Olímpicos | Juegos Olímpicos |
| Año                | Lugar                        | Medalla          | Prueba           |
| ------------------ | ---------------------------- | ---------------- | ---------------- |
| 1980               | Lake Placid (Estados Unidos) | Medalla de plata | Eslalon gigante  |
| Campeonato Mundial |                              |                  |                  |
| Año                | Lugar                        | Medalla          | Prueba           |
| 1978               | Garmisch-Partenkirchen (RFA) | Medalla de plata | Descenso         |
| 1980               | Lake Placid (Estados Unidos) | Medalla de plata | Eslalon gigante  |